# طريقة الاثنتي عشرة نغمة

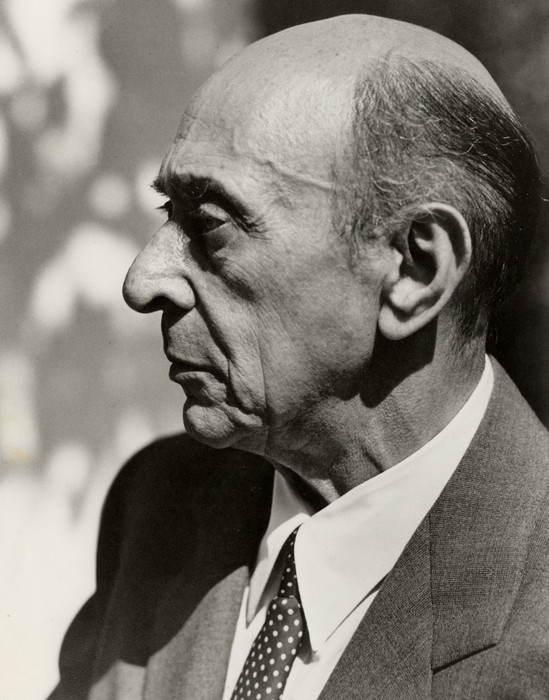
شوينبيرغ، مخترع تقنية طريقة الاثنتي عشرة نغمة

طريقة الاثنتي عشرة نغمة (بالإنجليزية: Twelve-tone technique)‏ تعرف أيضا باسم dodecaphony هي طريقة للتأليف الموسيقي ابتكرها المؤلف النمساوي جوزيف ماتياس هاور، الذي نشر «قانون النغمات الإثني عشر» في عام 1919.

## وصلات خارجية
- طريقة الاثنتي عشرة نغمة